# Túnel Mackenzie
O Túnel Escola de Engenharia Mackenzie  ou apenas Túnel Mackenzie é uma importante via subterrânea da cidade de São Paulo. Localiza sob a Estrada das Lágrimas.